# Дэн Цинъюнь
Дэн Цинъю́нь (кит. трад. 鄧青雲, упр. 邓青云, пиньинь Dèng Qīngyún, палл. Дэн Цинъюнь, также известный как Чин В. Тан [англ. Ching W. Tang]; род. 23 июля 1947, Британский Гонконг) — американский учёный-химик. Труды в основном посвящены пластиковой электронике.
Член Национальной инженерной академии США (2006).

## Карьера
В 1970 году получил степень бакалавра в Университете Британской Колумбии. В 1975 году получил степень доктора философии в Корнеллском университете.
С 1973 года работал в исследовательских лабораториях Eastman Kodak Company. В 1987 году вместе со Стивеном Ван Слайком разработал технологию создания органических светодиодов (OLED).
В настоящее время является профессором прикладной химии Рочестерского университета.

## Награды и признание
Среди наград:
- 2005 — Премия Гумбольдта
- 2007 — IEEE Daniel E. Noble Award[англ.]
- 2011 — Премия Вольфа
- 2013 — Премия Эдуарда Рейна
- 2014 — Премия Ника Холоньяка
- 2017 — IEEE Jun-ichi Nishizawa Medal[англ.]
- 2018 — C&C Prize
- 2019 — Премия Киото